# Else Petersen
Else Elisabeth Egede Petersen (* 26. April 1910 in Kopenhagen; † 28. August 2002 ebenda) war eine dänische Schauspielerin.

## Leben
Else Petersen wuchs als Tochter des Theaterintendanten Poul Olav Petersen (1883–1967) und der Schneiderin Laura Kristine Riegels (1871–1950) in Kopenhagen auf, wo sie zeitlebens wohnte.
Nach ihrem Schulabschluss absolvierte sie von 1927 bis 1931 ihre Schauspielausbildung an der Eleveskole des Königlichen Theaters Kopenhagen, wo sie auch ihr Bühnendebüt als Darstellerin hatte und anschließend dort bis zum Jahr 1934 als festes Ensemblemitglied engagiert war. Als Bühnendarstellerin wirkte sie in zahlreichen Theaterstücken, Operetten, Varieté-Shows, Musicals und in Ballett-Aufführungen mit, so unter anderem auch am Folketeatret, am Aarhus Teater, am Odense Teater, am Betty-Nansen-Theater oder am Theater Helsingør.
In ihrer fast sieben Jahrzehnte lang andauernden Karriere wirkte sie als Schauspielerin vor der Kamera in mehr als 60 Film-und-Fernsehproduktionen mit. Sie blieb bis ins hohe Alter schauspielerisch aktiv. Eine ihrer letzten Rollen spielte sie im Jahr 1994 in der Serie Hospital der Geister unter der Regie von Lars von Trier.
Else Petersen war unverheiratet und kinderlos. Sie starb am 28. August 2002 im Alter von 92 Jahren in einer Seniorenresidenz in Kopenhagen, wo sie ihre letzten Lebensjahre verbracht hatte. Ihre Grabstätte befindet sich auf dem Bispebjerg-Friedhof.

## Filmografie (Auswahl)
- 1936: Maria, die Magd
- 1941: Wiener Kind
- 1944: Mordets Melodie
- 1956: Zehn Jahre und drei Tage
- 1960: Baronesse
- 1968: Kompanie, stillgestanden
- 1972: Oh, diese Mieter! (Fernsehserie, 1 Folge)
- 1974: Graf Bobby und seine Nichten
- 1976: Die Reitschule der Madame O
- 1977: Madame O und ihre ganz teuren Mädchen
- 1978: Die Leute von Korsbaek (Fernsehserie, 5 Folgen)
- 1980: Der Augenblick
- 1981: Belladonna
- 1984: Nissebanden (Fernsehserie)
- 1984: Kopenhagen – Mitten in der Nacht
- 1986: Flambierte Herzen
- 1987: Babettes Fest
- 1989: Station 13 (Fernsehserie, 4 Folgen)
- 1991: Europa
- 1993: Schwarze Ernte
- 1994: Hospital der Geister (Fernsehserie, 3 Folgen)